# Mount Massam
Mount Massam är ett berg i Antarktis. Det ligger i Östantarktis. Australien gör anspråk på området. Toppen på Mount Massam är 2 703 meter över havet.
Terrängen runt Mount Massam är huvudsakligen kuperad. Mount Massam är den högsta punkten i trakten. Trakten är obefolkad. Det finns inga samhällen i närheten.